# ريفارولو مانتوفانو
ريفارولو مانتوفانو (بلغة إميليانو[بحاجة لمصدر]: Mantovano: Riaröl) هي كومونا (بلدية) في مقاطعة مانتوفا في اقليم لومباردي في دولة ايطاليا ، وتقع على بعد حوالي 110 كيلومتر (68 ميل) جنوب شرق عاصمة لوبارديا، ميلانو وحوالي 30 كيلومتر (19 ميل) جنوب غرب مدينة مانتوفا ، وكانت تُعرف باسم ريفارولو دي فوري (Rivarolo di Fuori) حتى عام 1907.
تقع ريفارولو مانتوفانو على حدود البلديات التالية: بوزولو، كاستيلديدون، بيادينا، ريفارولو ديل ري ويونايتد، سان مارتينو دال أرجين، سبينيدا، تورناتا، وهي قرية ذات مخطط مربع وطرق متعامدة كما أنشأها الدوق فيسباسيانو الأول غونزاغا في أواخر القرن السادس عشر.